# Powiat Świdwiński

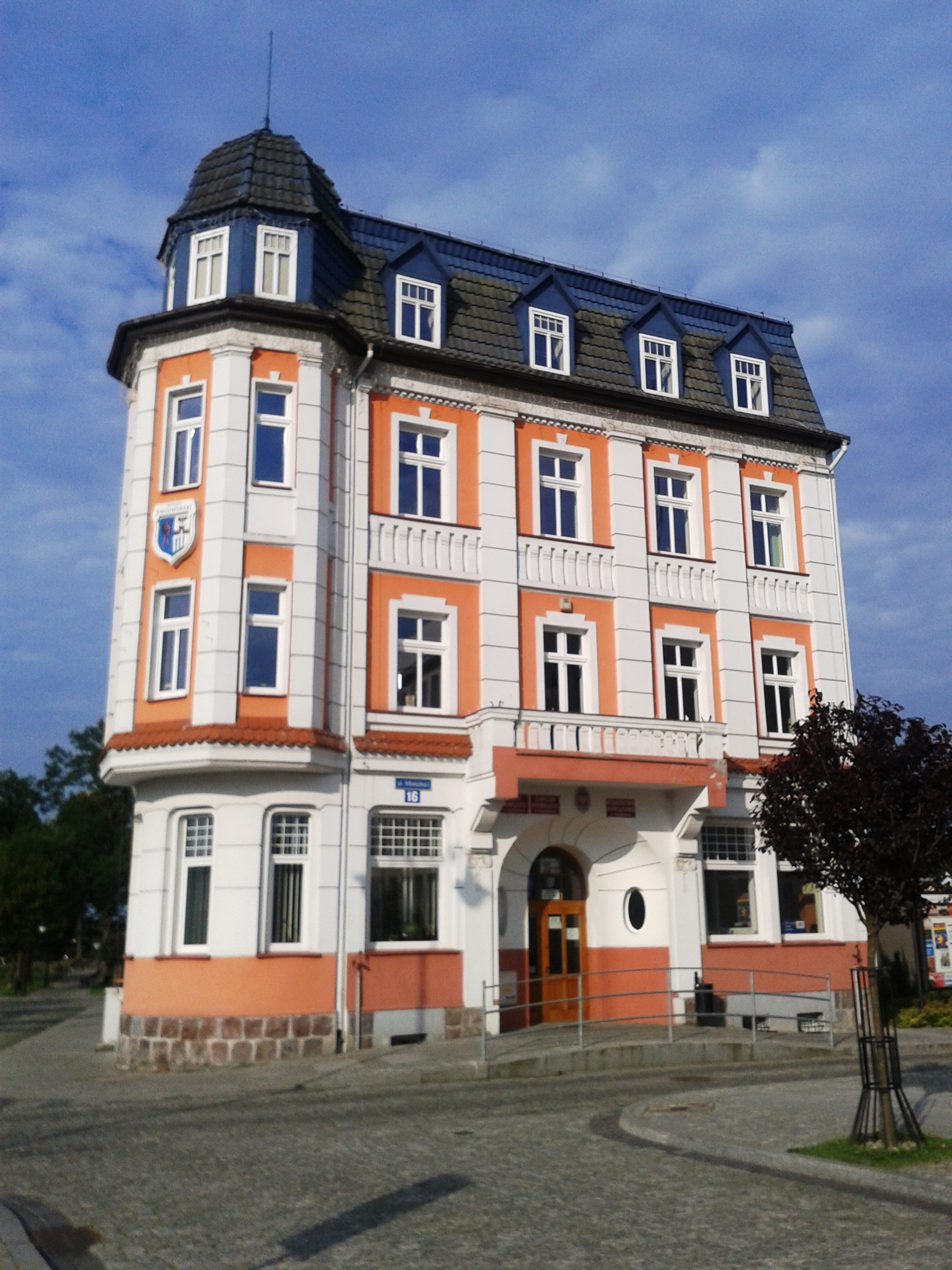
Das Amt des Landrates - Świdwin

Der Powiat Świdwiński ist ein Powiat (Landkreis) im Südosten der polnischen Woiwodschaft Westpommern. Der Landkreis bedeckt eine Fläche von 1.093 km², auf der etwa 48.000 Menschen leben.

## Gemeinden

Lage der Gemeinden

Der Powiat Świdwiński verfügt über sechs Gemeinden, davon 
eine Stadtgemeinde:
- Świdwin (Schivelbein)

eine Stadt- und Landgemeinde:
- Gmina Połczyn-Zdrój (Bad Polzin)

und vier Landgemeinden:
- Gmina Brzeżno (Briesen)
- Gmina Rąbino (Groß Rambin)
- Gmina Sławoborze (Stolzenberg)
- Gmina Świdwin (Schivelbein-Land).

Auf diese sechs Gemeinden verteilen sich insgesamt 198 Ortschaften.

## Nachbarlandkreise
| Powiat Kołobrzeski Kolberg |                                             | Powiat Białogardzki Belgard    |
|                            | Kompassrose, die auf Nachbargemeinden zeigt |                                |
| Powiat Łobeski Labes       | Powiat Drawski Dramburg                     | Powiat Szczecinecki Neustettin |